# Impact Zone
De Impact Zone, ook bekend als de Impact Wrestling Zone, is de bijnaam voor een van de drie geluidspodia (soundstage 19, 20 en 21) in Universal Studios te Orlando, Florida. De bijnaam is afgeleid door de wekelijkse televisieprogramma Impact!, die geproduceerd wordt door de worstelorganisatie Impact Wrestling, die vanuit deze locatie werd uitgezonden. Tussen 2004 en 2013 nam TNA hun uitzendingen van Soundstage 21 op. Als onderdeel van de overeenkomst met Universal, mocht TNA geen algemene toegang vragen voor evenementen in de Impact Zone. Dit betekende dat het bedrijf soms op zoek was naar alternatieve locaties om hun grote pay-per-view (PPV) evenementen te organiseren. Na maart 2013, verliet TNA Universal Studios en begon nationaal te toeren. TNA keerde terug naar Universal Studios op 21 november 2013, met het gebruik van Soundstage 19, waar de capaciteit minder is dan Soundstage 21. Tot april 2018 bleef het bedrijf het grootste deel van zijn programmering opnemen in Universal Studios, met af en toe opnames op andere locaties, waarbij werd geschakeld tussen de drie geluidspodia. Sinds april 2018 is Impact niet meer teruggekeerd naar Universal Studios, maar koos ervoor om opnames op te nemen van locaties in de VS, Canada en Mexico.

## Statistieken
| Podium       | Oppervlakte (in ft) | Capiciteit |
| ------------ | ------------------- | ---------- |
| Sounstage 19 | 16,500              | 1.100      |
| Sounstage 20 | 16,500              | 1.100      |
| Sounstage 21 | 22,000              | 1.400      |